# Steve Windolf
Steve Wrzesniowski, más conocido como Steve Windolf, es un actor alemán conocido por haber interpretado a Sebastian Maier en In aller Freundschaft y a Daniel Winter en la serie Colonia Brigada Criminal. 

## Carrera
En 2006 se unió al elenco principal de la serie In aller Freundschaft donde dio vida a Sebastian Maier hasta 2007.
En 2008 se unió al elenco principal de la popular serie policíaca alemana Colonia Brigada Criminal donde interpretó al inspector Daniel Winter, hasta 2012 después de que su personaje fuera transferido a una estación en Hamburgo.
En 2013 apareció en la serie Doc Meets Dorf donde interpretó a Kai Moberg, un joven hombre que padece de cáncer. Ese mismo año apareció como invitado en la serie Polizeiruf 110 donde interpretó al detective Mautz en el episodio "Der verlorene Sohn", papel que interpretó nuevamente en 2014 durante los episodios "Abwärts" y "Eine mörderische Idee".
En 2015 apareció en la película Starfighter - Sie wollten den Himmel erobern donde dio vida al piloto de combate Harry Schäfer. Ese mismo año interpretó al caballero Christian en la miniserie Marthes Geheimnis.

## Filmografía

### Series de televisión
| Año         | Serie                                    | Personaje              | Notas                                                       |
| ----------- | ---------------------------------------- | ---------------------- | ----------------------------------------------------------- |
| 2015        | Marthes Geheimnis                        | Christian              | 2 episodios - miniserie                                     |
| 2013 - 2014 | Polizeiruf 110                           | Detective Mautz        | 3 episodios                                                 |
| 2014        | Der Kriminalist                          | Luka Brüning           | episodio "Verlorenes Glück"                                 |
| 2014        | Alarm für Cobra 11 - Die Autobahnpolizei | Sam Turner             | episodio "Der Wettkampf"                                    |
| 2014        | Küstenwache                              | Tobias Witt            | episodio "Ein schmutziges Spiel"                            |
| 2013        | Doc Meets Dorf                           | Kai Moberg             | 8 episodios                                                 |
| 2013        | Der letzte Bulle                         | Ron Hubertus           | episodio "Z.K., Schätzchen"                                 |
| 2012        | Tatort                                   | Gerd Fröse             | episodio "Alles hat seinen Preis"                           |
| 2008 - 2012 | Colonia Brigada Criminal                 | Daniel Winter          | 92 episodios                                                |
| 2006 - 2007 | In aller Freundschaft                    | Sebastian Maier        | 84 episodios                                                |
| 2007        | Krimi.de                                 | Timo                   | episodio "Bunte Bonbons"                                    |
| 2006        | Tierärztin Dr. Mertens                   | Vendedor de Bicicletas | episodio "Alarm im Zoo"                                     |
| 2006        | SOKO Leipzig                             | Till Bachmann          | episodio "Vollgas"                                          |
| 2004        | Die Geschichte Mitteldeutschlands        | Otto II                | episodio "Theophanu - Die mächtigste Frau des Abendlandes"" |

### Películas
| Año  | Título                                              | Personaje     | Notas                                                                                          |
| ---- | --------------------------------------------------- | ------------- | ---------------------------------------------------------------------------------------------- |
| 2015 | Seitenwechsel                                       | Marc          | junto a Frederick Lau, Wotan Wilke Möhring, Ludger Pistor, Mina Tander & Anna Maria Mühe       |
| 2015 | Starfighter - Sie wollten den Himmel erobern        | Harry Schäfer | junto a Picco von Groote, Frederick Lau, Alice Dwyer, Christoph Schechinger & Lenn Kudrjawizki |
| 2009 | GG 19 - Eine Reise durch Deutschland in 19 Artikeln | Mecánico      | junto a Wolfram Koch, Max Riemelt, Olaf Krätke, Kathrin Kestler & Dela Gakpo                   |